# Niklas Süle
Niklas Süle (sinh ngày 03 tháng 9 năm 1995) là một cầu thủ bóng đá chuyên nghiệp người Đức chơi ở vị trí trung vệ cho Borussia Dortmund và Đội tuyển bóng đá quốc gia Đức.

## Sự nghiệp câu lạc bộ
Süle bắt đầu sự nghiệp của mình với Rot-Weiß Walldorf. Sau đó, anh đến Eintracht Frankfurt, nơi anh chơi cho đến cuối mùa giải 2008-09. Sau đó, anh chuyển đến SV Darmstadt 98, và chỉ nửa năm sau đó anh ký hợp đồng với 1899 Hoffenheim. Vào ngày 11 tháng 5 năm 2013, Süle đã có trận ra mắt cho Hoffenheim trong trận đấu với Hamburger SV tại Bundesliga.
Vào ngày 15 tháng 1 năm 2017, FC Bayern München tuyên bố họ đã ký hợp đồng cùng Süle với hợp đồng 5 năm với mức phí 20 triệu euro. Anh sẽ tham gia cùng họ vào mùa hè năm đó.

## Thống kê

### Câu lạc bộ
Tính đến 5 tháng 2 năm 2022
| Club               | Season       | League               | League | League | National Cup | National Cup | Europe | Europe | Other | Other | Total | Total |
| Club               | Season       | Division             | Apps   | Goals  | Apps         | Goals        | Apps   | Goals  | Apps  | Goals | Apps  | Goals |
| ------------------ | ------------ | -------------------- | ------ | ------ | ------------ | ------------ | ------ | ------ | ----- | ----- | ----- | ----- |
| 1899 Hoffenheim II | 2012–13      | Regionalliga Südwest | 4      | 0      | —            | —            | —      | —      | —     | —     | 4     | 0     |
| 1899 Hoffenheim II | 2013–14      | Regionalliga Südwest | 2      | 0      | —            | —            | —      | —      | —     | —     | 2     | 0     |
| 1899 Hoffenheim II | Total        | Total                | 6      | 0      | —            | —            | —      | —      | —     | —     | 6     | 0     |
| 1899 Hoffenheim    | 2012–13      | Bundesliga           | 2      | 0      | 0            | 0            | —      | —      | 2     | 0     | 4     | 0     |
| 1899 Hoffenheim    | 2013–14      | Bundesliga           | 25     | 4      | 3            | 1            | —      | —      | —     | —     | 28    | 5     |
| 1899 Hoffenheim    | 2014–15      | Bundesliga           | 15     | 1      | 2            | 0            | —      | —      | —     | —     | 17    | 1     |
| 1899 Hoffenheim    | 2015–16      | Bundesliga           | 33     | 0      | 1            | 0            | —      | —      | —     | —     | 34    | 0     |
| 1899 Hoffenheim    | 2016–17      | Bundesliga           | 33     | 2      | 1            | 0            | —      | —      | —     | —     | 34    | 2     |
| 1899 Hoffenheim    | Total        | Total                | 107    | 7      | 7            | 1            | —      | —      | 2     | 0     | 116   | 8     |
| Bayern Munich      | 2017–18      | Bundesliga           | 27     | 2      | 5            | 0            | 9      | 0      | 1     | 0     | 42    | 2     |
| Bayern Munich      | 2018–19      | Bundesliga           | 31     | 2      | 4            | 0            | 6      | 0      | 1     | 0     | 42    | 2     |
| Bayern Munich      | 2019–20      | Bundesliga           | 8      | 0      | 1            | 0            | 6      | 0      | 1     | 0     | 16    | 0     |
| Bayern Munich      | 2020–21      | Bundesliga           | 20     | 1      | 2            | 0            | 7      | 1      | 4     | 0     | 33    | 2     |
| Bayern Munich      | 2021–22      | Bundesliga           | 19     | 0      | 2            | 0            | 4      | 0      | 1     | 0     | 26    | 0     |
| Bayern Munich      | Total        | Total                | 105    | 5      | 14           | 0            | 32     | 1      | 8     | 0     | 159   | 6     |
| Career total       | Career total | Career total         | 218    | 12     | 22           | 1            | 32     | 1      | 10    | 0     | 282   | 14    |

1. ↑  Appearances in Bundesliga relegation play-offs
2. 1 2 3 4 5  Appearances in UEFA Champions League
3. 1 2 3 4  Appearance in DFL-Supercup
4. ↑  One appearance in DFL-Supercup, one appearance in UEFA Super Cup, two appearances in FIFA Club World Cup

### Quốc tế
Tính đến 21 tháng 11 năm 2023
| National team | Year | Apps | Goals |
| ------------- | ---- | ---- | ----- |
| Đức           | 2016 | 1    | 0     |
| Đức           | 2017 | 7    | 0     |
| Đức           | 2018 | 8    | 1     |
| Đức           | 2019 | 8    | 0     |
| Đức           | 2020 | 5    | 0     |
| Đức           | 2021 | 8    | 0     |
| Đức           | 2022 | 8    | 0     |
| Đức           | 2023 | 7    | 0     |
| Tổng          | Tổng | 49   | 1     |

Tính đến ngày 15 tháng 11 năm 2018.
| # | Ngày                 | Địa điểm                     | Đối thủ | Bàn thắng | Kết quả | Giải đấu |
| - | -------------------- | ---------------------------- | ------- | --------- | ------- | -------- |
| 1 | 15 tháng 11 năm 2018 | Red Bull Arena, Leipzig, Đức | Nga     | 2–0       | 3–0     | Giao hữu |

## Danh hiệu

### Câu lạc bộ

#### Bayern Munich[3]
- Bundesliga: 2017–18, 2018–19, 2019–20, 2020–21[4]
- DFB-Pokal: 2018–19, 2019–20
- DFL-Supercup: 2017, 2018, 2020, 2021[5]
- UEFA Champions League: 2019–20[6]
- UEFA Super Cup: 2020
- FIFA Club World Cup: 2020[7]

### Quốc tế

#### U23 Đức
- Summer Olympic Games Huy chuơng Bạc: 2016[8]

#### Đức
- FIFA Confederations Cup: 2017[9]

### Cá nhân
- UEFA Champions League Breakthrough XI: 2017[10]
- Bundesliga Team of the Season: 2016–17[11]